# Supercoppa Sudamericana 1992
La Supercoppa Sudamericana 1992 è stata la quinta edizione del torneo. Alla manifestazione parteciparono 14 squadre, e il vincitore fu il Cruzeiro.

## Formula
Le squadre si affrontano in turni a eliminazione diretta.

## Partecipanti
| Nazione   | Squadra            |
| --------- | ------------------ |
| Argentina | Argentinos Juniors |
| Argentina | Boca Juniors       |
| Argentina | Estudiantes (LP)   |
| Argentina | Independiente      |
| Argentina | Racing Club        |
| Argentina | River Plate        |
| Brasile   | Cruzeiro           |
| Brasile   | Flamengo           |
| Brasile   | Grêmio             |
| Brasile   | San Paolo          |
| Brasile   | Santos             |
| Cile      | Colo-Colo          |
| Colombia  | Atlético Nacional  |
| Paraguay  | Olimpia            |
| Uruguay   | Nacional           |
| Uruguay   | Peñarol            |

## Incontri

### Ottavi di finale

#### Andata
| Arbitro: | Lamolina |

|                    |           |        |
| Villarreal Cabañas | Marcatori | Capria |

| Santos 29 settembre 1992                                | Santos    | 1 – 1  | São Paulo |  |
| \| \| \| \| \| Guga ?’ (rig.) \| Marcatori \| Müller \| |           |        |           |  |
|                                                         |           |        |           |  |
| Guga ?’ (rig.)                                          | Marcatori | Müller |           |  |

| Arbitro: | Torres Cadena |

|              |           |  |
| Barticciotto | Marcatori |  |

| Arbitro: | Crespi |

|                    |           |                      |
| Trapasso ?’ (rig.) | Marcatori | Medina Bello Silvani |

| Arbitro: | Maciel |

|              |           |                    |
| Paz Pedrucci | Marcatori | Dely Valdés Suárez |

| Arbitro: | Bava |

|               |           |       |
| García Torres | Marcatori | Mahía |

| Arbitro: | Rezende |

|                         |           |             |
| Júnior Baiano ?’ (aut.) | Marcatori | Paulo Nunes |

| Arbitro: | Tejada |

|                     |           |               |
| Restrepo 58’ (rig.) | Marcatori | Renato Gaúcho |

#### Ritorno
| Arbitro: | Bava |

|                                      |                      |                                         |
| Siviski                              | Marcatori            |                                         |
| Calderón Lorenzo Erbín Yorno Maydana | Tiri di rigore 4 – 3 | Márcico Martínez Carranza Soñora Giunta |

| Arbitro: | Tavares |

|                                           |                      |                                         |
| Caballero                                 | Marcatori            |                                         |
| González Amarilla Cáceres Suárez Romerito | Tiri di rigore 3 – 2 | Adomaitis Biehl Rebollo Ramírez Pizarro |

| Arbitro: | Biscay |

|                         |           |  |
| Toresani Ortega Silvani | Marcatori |  |

| Arbitro: | Marín |

|        |           |  |
| Suárez | Marcatori |  |

| Avellaneda 8 ottobre 1992 | Independiente | 0 – 0 | Racing | \| Arbitro: \| Lamolina \| |
| Arbitro:                  | Lamolina      |       |        |                            |

| San Paolo del Brasile 8 ottobre 1992                             | São Paulo | 4 – 1 | Santos |  |
| \| \| \| \| \| Raí Palhinha Válber Dinho \| Marcatori \| Guga \| |           |       |        |  |
|                                                                  |           |       |        |  |
| Raí Palhinha Válber Dinho                                        | Marcatori | Guga  |        |  |

| Rio de Janeiro 10 ottobre 1992            | Flamengo  | 1 – 0 | Grêmio | stadio Maracanã |
| \| \| \| \| \| Rogério \| Marcatori \| \| |           |       |        |                 |
|                                           |           |       |        |                 |
| Rogério                                   | Marcatori |       |        |                 |

| Belo Horizonte 10 ottobre 1992                                                                                 | Cruzeiro  | 8 – 0 | Atlético Nacional | Mineirão (64 616 spett.) |
| \| \| \| \| \| Luís Fernando 11’ Renato Gaúcho 22’, 48’, ?’, 57’, 83’ Nonato 36’ Cleison ?’ \| Marcatori \| \| |           |       |                   |                          |
| |           |       |                   |                          |
| Luís Fernando 11’ Renato Gaúcho 22’, 48’, ?’, 57’, 83’ Nonato 36’ Cleison ?’                                   | Marcatori |       |                   |                          |

### Quarti di finale

#### Andata
| Arbitro: | Bava |

|          |           |                   |
| Palhinha | Marcatori | Amarilla Sanabria |

| Arbitro: | Escobar Valdez |

|                                          |           |  |
| Paulo Roberto 29’ (rig.) Cocca ?’ (aut.) | Marcatori |  |

| Arbitro: | Nieves |

|                  |           |  |
| Gaúcho ?’ (rig.) | Marcatori |  |

| 22 ottobre 1992 | Racing | – | Nacional |  |

Il Racing avanza automaticamente al turno successivo.

#### Ritorno
| Arbitro: | Tejada |

|          |           |  |
| Amarilla | Marcatori |  |

| Arbitro: | Marín |

|                                           |                      |                                                          |
| R. Díaz 88’ (rig.) Silvani 91’ (rig.)     | Marcatori            |                                                          |
| Silvani Da Silva Medina Bello Zapata Díaz | Tiri di rigore 4 – 5 | Paulo Roberto Nonato Renato Gaúcho Luís Fernando Douglas |

| Arbitro: | Filippi |

|         |           |            |
| Siviski | Marcatori | Marquinhos |

### Semifinali

#### Andata
| Arbitro: | Peréz Hoyos |

|                                    |           |                                   |
| Júnior Rogério Djalminha ?’ (rig.) | Marcatori | Graciani García Matosas ?’ (rig.) |

| Arbitro: | Orellana |

|  |           |               |
|  | Marcatori | Luís Fernando |

#### Ritorno
| Arbitro: | Villavicencio |

|          |           |  |
| Graciani | Marcatori |  |

| Belo Horizonte 11 novembre 1992                                                           | Cruzeiro  | 2 – 2            | Olimpia | Mineirão |
| \| \| \| \| \| Paulo Roberto ?’ (rig.) Roberto Gaúcho \| Marcatori \| Amarilla Ramírez \| |           |                  |         |          |
|                                                                                           |           |                  |         |          |
| Paulo Roberto ?’ (rig.) Roberto Gaúcho                                                    | Marcatori | Amarilla Ramírez |         |          |

### Finale

#### Andata
| Arbitro: | Torres Cadena |

| |            | |
| Roberto Gaúcho 31’ 57’ Luís Fernando 71’ Boiadeiro 85’                                                                                           | Marcatori  | |
| Paulo César P Paulo Roberto D Luizinho D Célio Lúcio D Nonato D Douglas C Boiadeiro C Luís Fernando C Betinho A Renato Gaúcho A Roberto Gaúcho A | Formazioni | · P Roa D Reinoso D Borelli 79’ D Zaccanti 56’ D Distéfano C Costas C Matosas A Torres C Guendulain C Paz A García A Graciani D Vallejos |
| Jair Pereira | Allenatori | Grondona |

#### Ritorno
| Arbitro: | Escobar Valdez |

| |            | |
| García ?’ (rig.) | Marcatori  | |
| · Roa P Reinoso D Vallejos D F. Torres A Distéfano D Costas D Matosas C Cabrol C Guendulain C Paz C C. Torres A 88’ García A Graciani A | Formazioni | · P Paulo César D Paulo Roberto D Luizinho · D Célio Lúcio · D Nonato · C Douglas C Boiadeiro · C Luís Fernando A Betinho A Renato Gaúcho · A Roberto Gaúcho · D Arley |
| Grondona | Allenatori | Jair Pereira |